# Брайън Жубер
Брайън Жубер (на френски: Brian Joubert) е френски състезател по фигурно пързаляне и световен шампион за 2007 г.
В кариерата си има европейска титла от 2004, 2007 и 2009 г. Победител е в състезанието „Гранд при“ за 2006 г. Той е 4-кратен шампион на Франция и първият, за последните 40 години, който печели златен медал за родината си от европейско първенство. Носител е на сребърен медал от шампионата на планетата за 2004 г. и 2006 г. На първата си олимпиада в Торино през 2006 г. завършва 6-и.